# مجلة الأحكام العدلية
مجلة الأحكام العدلية وضعتها لجنة من العلماء في الدولة العثمانية. وهي عبارة عن قانون مدني مستمد من الفقه على المذهب الحنفي، وتشتمل على مجموعة من أحكام المعاملات والدعاوى والبينات، وضعتها لجنة علمية مؤلفة من ديوان العدلية بالأستانة ورئاسة ناظر الديوان سنة 1286هـ، وصاغت الأحكام التي اشتملت عليها في مواد ذات أرقام متسلسلة على نمط القوانين الحديثة، ليسهل الرجوع إليها، والإحالة عليها، وجاء مجموعها في 1851 مادة، ورتبت مباحثها على الكتب والأبواب الفقهية المعروفة.

## تاريخ نشأتها
أنشأت مجلة الأحكام العدلية بعد توقف حرب القرم الأولى بين المسلمين العثمانيين والروس والتي أدت إلى بقاء جالية إسلامية ضخمة تحت سلطة الروس فطلبت السلطنة العثمانية من الكنيسة الأرثوذكسية في موسكو تقنينا واضحا لكيفية معاملة الرعايا المسلمين مما دفع الروس للرد بالمثل فأنشأ السلطان عبد المجيد [بحاجة لمصدر] لجنة من الفقهاء الحنفية مع مساهمين من المذاهب الثلاث الأخرى مراقبين لتقنين القضاء والأحكام الفقهية الإسلامية فصدرت مجلة الأحكام العدلية
والتي هي مجموعة من التشريعات مكونة من ستة عشر كتاب أولها كتاب البيوع واخرها كتاب القضاء، صدر آخر أعدادها في فترة الخلافة العثمانية في شعبان سنة 1293 هجرية 1882 ميلادية وإلى جانب التقنين الفقهي الإسلامي جرى تقنين لما يخص القضاء الأحوال المدنية في شؤون جميع الأديان والمذاهب في الدولة العثمانية.

## مراحل تاريخية
امتد إصدار المجلة قرابة ستة عقود وقد تقلب وضعها خلال هذه العقود من دور كبير جدا شبيه بما تؤديه المحكمة العليا حاليا ثم تراجع وضعها مع تعنت فقهاء الحنفية في عدم الخروج عن المذهب مما دفع السلطنة لتوطين قوانين اقتصادية بالدرجة الأساسية أوربية وبعد تراجع أهميتها جرى تأصيل لأحكامها بما يسمى القواعد الفقهية تشبه ما يسمى حاليا الفقه القضائي

## ماهية التشريع والترتيب
هو أول تدوين للفقه الإسلامي في المجال المدني في اطار بنود قانونية، على مذهب الإمام أبي حنيفة النعمان.
مكونة من ستة عشر كتاباً، أولها كتاب البيوع وآخرها كتاب القضاء كل كتاب يتناول موضوعاً ومكون من أبواب وكل باب مكون من فصول.

## الأثر القانوني
هي القاعدة التي بني عليها قانون الأحوال الشخصية وقانون العقوبات في أغلب الدول العربية، وهو ساري المفعول في قطاع غزة كقانون مدني وما تزال المرجع الأساسي لقانون الأحوال الشخصية وتقسيمات المذاهب اليهودية في إسرائيل، يوجد عدة تراجم للغة العربية مع الشرح منها لفهمي الحسيني[بحاجة لمصدر].

## روابط
نص المجلة
- أحمد جودت باشا. Mecelle-yi ahkâm-i adliye (بالتركية العثمانية).
- Aristarchi, Gregoire (Bey) (1873, 1874, 1878, 1881) Legislation ottomane, : ou Recueil des lois, reglements, ordonnances, traités, capitulations et autres documents officiels de l'Émpire Ottoman. Constantinople: Imprimerie, Frères Nicolaides (in French)
  - المكتبة الوطنية الفرنسية (BnF) Gallica: Volumes 6 and 7
  - Also at University of Crete - Has downloadable PDF files
  - Also at HeinOnline
- Copies of the Mecelle in Greek - University of Crete
- AL-MAJALLA English translation - الجامعة الإسلامية العالمية (ماليزيا)